# Fannia garretti
Fannia garretti är en tvåvingeart som beskrevs av Chillcott 1961. Fannia garretti ingår i släktet Fannia och familjen takdansflugor. Inga underarter finns listade i Catalogue of Life.